# Hamsou Garba
Hamsou Garba (đôi khi là Habsou) (sinh ngày 25 tháng 12 năm 1958) là một ca sĩ người Niger.
Một người bản địa ở Maradi, Garba đã theo học tại một trường học tiếng Pháp trong một thời gian khi cô còn là một đứa trẻ, nhưng thay vào đó, nó đã chuyển sang một madrassa Ả Rập-Pháp, cho phép cô có cơ hội hát. Sự xuất hiện của cô như một nghệ sĩ biểu diễn rất quan trọng về mặt chính trị đến nỗi cô đã được trao một vị trí nhà nước tại tòa thị chính, với tiền lương. Bên cạnh ca hát, cô còn làm việc như một người dẫn chương trình phát thanh trong suốt sự nghiệp của mình; cô cũng đã biểu diễn cùng nhóm Anashua hoặc Annashuwa, trong đó cô là thành viên sáng lập tại cơ sở vào năm 1991. Album đầu tiên của cô, Gargadi, chỉ được phát hành vào năm 2008; nó đã được tiếp nối vào năm 2009 bởi Tout est có thể, và vào năm 2011, cô đã làm việc với hai người nữa, Les hommes de l'histoire và Aouran Dollé. Là một nghệ sĩ biểu diễn, cô đã đi khắp Tây Phi. Các bài hát của cô bao gồm các chủ đề truyền thống như tình yêu và các vấn đề tôn giáo, cũng như các chủ đề chính trị hơn như sức khỏe cộng đồng. Garba vẫn hoạt động chính trị trong suốt phần lớn sự nghiệp của mình và là người ủng hộ thẳng thắn của Phong trào Dân chủ Nigeria cho một Liên bang châu Phi và lãnh đạo của nó, Hama Amadou. Vì điều này, cô đã bị bỏ tù ở Niamey một thời gian vào năm 2016, đã bị chính quyền buộc tội kích động sự bất tuân dân sự vì đã viết và biểu diễn một bài hát mô tả Amadou là " Mandela của Nigeria" và kêu gọi tổng thống của Mahamadou Issoufou của Goodluck Jonathan.
Tác phẩm của Garba đã được thảo luận trong cuốn sách Tham gia vào tính hiện đại: Phụ nữ Hồi giáo và Chính trị của Cơ quan ở Nigeria hậu thuộc địa của Ousseina D. Alidou.